# Nicole Seibert
Nicole Seibert f. Hohloch (født 25. oktober 1964) er en tysk sangerinde. Hun repræsenterede det daværende Vesttyskland ved Eurovision Song Contest 1982, hvor hun vandt med sangen Ein bißchen Frieden. Hun har efterfølgende indspillet sangen på adskillige sprog:
- En smule fred (dansk)
- A little peace (engelsk)
- La paix sur terre (fransk)
- Een beetje vrede (hollandsk)
- Troszeczkę ziemi, troszeczkę słońca (polsk)
- Heмноґo миpa (russisk)
- Malo miru (slovensk)
- Un poco de paz (spansk)

| Efterfulgte: Lena Valaitis med Johnny Blue        | Tyskland i Eurovision Song Contest 1982 | Efterfulgtes af: Hoffmann & Hoffmann med Rücksicht         |
| Efterfulgte: Bucks Fizz med "Making Your Mind Up" | Vinder af Eurovision Song Contest 1982  | Efterfulgtes af: Corinne Hermès med "Si la vie est cadeau" |